# The Call
«The Call» (рус. Звонок) — второй сингл с четвёртого студийного альбома группы Backstreet Boys — «Black & Blue».

## Список композиций

### CD
1. The Call (Альбомная версия)
2. Shape Of My Heart (Soul Solution Radio Mix)
3. Shape Of My Heart (Soul Solution Club Mix)

### Проморемиксы
1. The Call (Альбомная версия)
2. The Call (Fragma Remix)
3. The Call (Tom Novy Remix)
4. The Call (Neptunes Remix) feat. Pharrell & Clipse
5. The Call (Kruger Mix)
6. The Call (Thunderpuss Radio Edit)
7. The Call (Thunderpuss Club Mix)
8. The Call (Thunderdub)

## Клип
Режиссёром клипа для «The Call» стал Френсис Лоуренс, он был снят 21-23 декабря 2000 года. Для клипа альбомная версия песни была увеличена. Дополнительные телефонные звонки были добавлены в начале, один размер был добавлен для брейка после второго припева и для последующего припева a cappella. Третий повтор конечного сингла также был добавлен. Были выпущены 2 версии клипа. В одной модифицированная альбомная версия, а во второй присутствует Neptunes Remix. Две версии были по существу аналогичны, однако различие в аранжировке 2 версий песен отразилось в том, что видео было слегка переделано, чтобы согласовать. В клип Neptunes также были добавлены кадры прежней версии в видео как отсылки ближе к концу видео.
Участник группы Эй Джей Маклин позднее признался на «Шоу Опры Уинфри», что на съёмках этого клипа он впервые попробовал кокаин.
Клип в 2001 году выиграл премию MTV Asia Awards в номинации «Лучший музыкальный клип» и MTV Video Music Awards в номинации «Лучшее поп-видео».

### Сюжет
Клип для «The Call», который дополняет слова песни, рассказывает историю парня, который обманул свою девушку. Он встречает другую женщину в ночном клубе и уходит вместе с ней, вместо того, чтобы идти домой к своей девушке (которой он звонит, чтобы извиниться за опоздание). Однако, предательство раскрывается в конце клипа, когда обнаруживается, что девушка парня на самом деле знает женщину, с которой он ей изменил. Это приводит зрителя к вероятному заключению, что девушка парня сама подстроила ему ловушку, чтобы проверить его верность. Этот тип сюжета был известен по многим поп-клипам. В клипе «The Call» обманщика по очереди играют четверо участников The Backstreet Boys: Эй Джей бежит из толпы, Брайан убегает от пуль, Ник садится в машину с Хауи, который внезапно оказывается переодетой девушкой, и Кевин появляется в сцене погони. В последней сцене ребята, уже все вместе, оказываются перед толпой рассерженных девушек.
Клип «The Call» может быть неправильно воспринят как неправдоподобный случай с одним из партнёров в отношениях, обнаруживающего, что другой следит за ним. Однако суть послания больше похожа на то, что будет месть из-за предательского поведения, и предостерегает от последствий.

## Любопытный факт
The Call [Neptunes Remix] появился на американской версии Now That’s What I Call Music! 7, которая была выпущена 31 июля 2001 года, песня вышла 6 треком с альбома.

## Чарты
Песня попала в топ-10 в Великобритании. Однако она не попала в топ-40 в American charts, достигнув пика на #52.